# Torneo de Basilea 2009
El Torneo de Basilea es un evento de tenis que se disputa en Basilea, Suiza,  se juega entre el 2 y el 8 de noviembre de 2009.

## Campeones
- Individuales masculinos:  Novak Djokovic derrota a   Roger Federer, 6-4, 4-6, 6-2.

- Dobles masculinos:  Daniel Nestor /  Nenad Zimonjić  derrotan a  Bob Bryan /  Mike Bryan, 6-2, 6-3.